# Championnat de France masculin de handball 1990-1991
Navigation
Division 1 1989-1990 Division 1 1991-1992
Le championnat de France masculin de handball 1990-1991 est le plus haut niveau de handball en France. Le championnat de France est alors appelé Nationale 1A.
L'USAM Nîmes 30, champion en titre, conserve son titre avec deux points d'avance sur le HB Vénissieux 85.

## Transferts
Parmi les principaux transferts à l'intersaison, on trouve (par ordre alphabétique) :
- Željko Anić : des Girondins de Bordeaux HBC au Vitrolles SMUC Handball
- Bruno Basneville : de l'USM Gagny 93 à Handball Saint-Brice 95
- Marc-Henri Bernard : de l'US Créteil à l'UMS Pontault-Combault
- Jérôme Boissonnet : de l'USM Gagny 93 au CSM Livry-Gargan
- Pascal Carré : du HBC Villeurbanne au RC Strasbourg
- Jérôme Chauvet : de l'USAM Nîmes 30 aux Girondins de Bordeaux HBC
- Dominique Charvin : de l'US Ivry au CSM Livry-Gargan
- Jacques Flury : du SLUC Nancy à l'US Ivry
- Bernard Gaffet : des Girondins de Bordeaux HBC à l'Istres Sports
- Philippe Gardent : de l'USM Gagny 93 à l'USAM Nîmes 30
- François-Xavier Houlet : de l'US Créteil à l'USM Gagny 93
- Stéphane Huet : de l'US Créteil à l'UMS Pontault-Combault
- Laurent Jaubert : de l'USAM Nîmes 30 aux Girondins de Bordeaux HBC
- Serge Laurain : du SLUC Nancy à l'US Ivry
- Jean-Marc Poinsot : du Stade Messin EC à l'US Créteil
- Zlatko Saračević : de RK Medveščak Zagreb aux Girondins de Bordeaux HBC
- Irfan Smajlagić : du RK Medveščak Zagreb à l'US Ivry
- Stéphane Stoecklin : du Montpellier Paillade SC (N1B) à l'USAM Nîmes 30
- Ermin Velić : de l'US Créteil au SLUC Nancy
- Marc Wiltberger : du RC Strasbourg aux Girondins de Bordeaux HBC

## Modalités
Douze clubs participent à la compétition. Le club classé à la première place au terme de la compétition est déclaré Champion de France 1992 et les deux derniers sont relégués.
Les clubs se rencontrent en matches aller et retour. Le classement s'effectue par addition de points attribués de la manière suivante : 
- match gagné 2 points
- match nul 1 point
- match perdu 0 point

A l'issue du match retour entre deux clubs, un point supplémentaire est attribué au club vainqueur sur l'ensemble des deux matches, aller et retour. En cas d'égalité aux points, les clubs sont départagés selon les procédures suivantes
1. la différence entre le buts manqués et les buts encaissés au cours des deux matches,
2. en cas de nouvelle égalité, le club bénéficiaire est celui ayant marqué le plus de but chez l'adversaire,
3. en cas de nouvelle égalité, il y a lieu de faire procéder à des séries de tirs au but.

En cas d'égalité entre deux ou plusieurs clubs à l'issue de la compétition, ceux-ci sont départagés selon les modalités suivantes :
1. par la différence entre les buts marqués et les buts encaissés sur l'ensemble de la compétition.
2. par le plus grand nombre de buts marqués sur l'ensemble de la compétition.
3. par la différence entre les buts marqués et les buts encaissés dans les rencontres entre les clubs concernés,
4. par le plus grand nombre de buts marqués dans les rencontres entre les clubs concernés,
5. par le classement des équipes Espoirs,
6. par le plus grand nombre de licencié(e)s.

## Classement final
Le classement final est :
| \| Rang \| Équipe \| Pts \| J \| G \| N \| P \| Bp \| Bc \| Diff \| Bon \| \| ---- \| ------------------------- \| --- \| -- \| -- \| - \| -- \| -- \| -- \| ---- \| --- \| \| 1 \| USAM Nîmes 30 T \| 48 \| 22 \| 17 \| 3 \| 2 \| 0 \| 0 \| 0 \| 11 \| \| 2 \| HB Vénissieux 85 C \| 46 \| 22 \| 17 \| 2 \| 3 \| 0 \| 0 \| 0 \| 10 \| \| 3 \| Girondins de Bordeaux HBC \| 36 \| 22 \| 14 \| 1 \| 7 \| 0 \| 0 \| 0 \| 7 \| \| 4 \| Vitrolles SMUC \| 35 \| 22 \| 12 \| 2 \| 8 \| 0 \| 0 \| 0 \| 9 \| \| 5 \| US Créteil \| 31 \| 22 \| 10 \| 5 \| 7 \| 0 \| 0 \| 0 \| 6 \| \| 6 \| Paris Asnières P \| 28 \| 22 \| 10 \| 3 \| 9 \| 0 \| 0 \| 0 \| 5 \| \| 7 \| US Ivry \| 26 \| 22 \| 9 \| 2 \| 11 \| 0 \| 0 \| 0 \| 6 \| \| 8 \| USM Gagny 93 \| 23 \| 22 \| 9 \| 1 \| 12 \| 0 \| 0 \| 0 \| 4 \| \| 9 \| RC Strasbourg \| 19 \| 22 \| 7 \| 1 \| 14 \| 0 \| 0 \| 0 \| 4 \| \| 10 \| SC Sélestat P \| 15 \| 22 \| 6 \| 2 \| 14 \| 0 \| 0 \| 0 \| 1 \| \| 11 \| Stade Messin EC \| 13 \| 22 \| 4 \| 3 \| 15 \| 0 \| 0 \| 0 \| 2 \| \| 12 \| Lille Université Club \| 10 \| 22 \| 4 \| 1 \| 17 \| 0 \| 0 \| 0 \| 1 \| | Légende - Champion de France 1990-1991 et qualifié pour la Coupe des clubs champions (C1) . - Qualifié pour la Coupe des coupes (C2). - Qualifié pour la Coupe de l'IHF (C3). - Relégation en Nationale 1B . - T : Tenant du titre. - C : Vainqueur de la Coupe de France - P : Promu de Nationale 1B en début de saison. |     |    |    |   |    |    |    |      |     |
| Rang | Équipe | Pts | J  | G  | N | P  | Bp | Bc | Diff | Bon |
| 1 | USAM Nîmes 30 T | 48  | 22 | 17 | 3 | 2  | 0  | 0  | 0    | 11  |
| 2 | HB Vénissieux 85 C | 46  | 22 | 17 | 2 | 3  | 0  | 0  | 0    | 10  |
| 3 | Girondins de Bordeaux HBC | 36  | 22 | 14 | 1 | 7  | 0  | 0  | 0    | 7   |
| 4 | Vitrolles SMUC | 35  | 22 | 12 | 2 | 8  | 0  | 0  | 0    | 9   |
| 5 | US Créteil | 31  | 22 | 10 | 5 | 7  | 0  | 0  | 0    | 6   |
| 6 | Paris Asnières P | 28  | 22 | 10 | 3 | 9  | 0  | 0  | 0    | 5   |
| 7 | US Ivry | 26  | 22 | 9  | 2 | 11 | 0  | 0  | 0    | 6   |
| 8 | USM Gagny 93 | 23  | 22 | 9  | 1 | 12 | 0  | 0  | 0    | 4   |
| 9 | RC Strasbourg | 19  | 22 | 7  | 1 | 14 | 0  | 0  | 0    | 4   |
| 10 | SC Sélestat P | 15  | 22 | 6  | 2 | 14 | 0  | 0  | 0    | 1   |
| 11 | Stade Messin EC | 13  | 22 | 4  | 3 | 15 | 0  | 0  | 0    | 2   |
| 12 | Lille Université Club | 10  | 22 | 4  | 1 | 17 | 0  | 0  | 0    | 1   |

## Meilleurs buteurs
Les meilleurs buteurs du championnat sont :
|    | Joueur               | Club                      | Buts |
| -- | -------------------- | ------------------------- | ---- |
| 1  | Zlatko Saračević     | Girondins de Bordeaux HBC | 169  |
| 2  | Tudor Roșca          | Lille Université Club     | 146  |
| 3  | Irfan Smajlagić      | US Ivry                   | 131  |
| 4  | Júlíus Jónasson      | Paris Asnières            | 129  |
| 5  | Jean-Jacques Cochard | Vitrolles SMUC            | 117  |
| 6  | Jean-Louis Auxenfans | USM Gagny 93              | 112  |
| 7  | Mile Isaković        | US Créteil                | 110  |
| 7  | Željko Anić          | Vitrolles SMUC            | 110  |
| 9  | Jackson Richardson   | Paris Asnières            | 108  |
| 10 | Gaël Monthurel       | HB Vénissieux 85          | 105  |
| 11 | Zoran Calić          | RC Strasbourg             | 103  |
| 12 | Laurent Munier       | HB Vénissieux 85          | 096  |
| 13 | Davor Brkljacić      | SC Sélestat 1906          | 095  |
| 14 | Frédéric Volle       | USAM Nîmes 30             | 091  |
| 15 | Pascal Jacques       | Stade messin EC           | 087  |
| 15 | Pascal Mahé          | US Créteil                | 087  |
| 17 | Jean-Pierre Martinis | RC Strasbourg             | 086  |
| 18 | Denis Lathoud        | HB Vénissieux 85          | 080  |
| 18 | Marc Wiltberger      | Girondins de Bordeaux HBC | 080  |
| 20 | Slimane Ouerghemmi   | HB Vénissieux 85          | 079  |